# Pinkerton (álbum)
Pinkerton é o segundo álbum de estúdio da banda americana de rock alternativo Weezer, lançado a 24 de Setembro de 1996 pela gravadora DGC Records. Depois de se terem descartado os planos para uma ópera rock sobre o espaço intitulada Songs from the Black Hole, o grupo gravou Pinkerton durante a passagem do vocalista e guitarrista Rivers Cuomo pela Universidade de Harvard. Grande parte do álbum foi composto enquanto ele se encontrava na academia. De forma a capturar o som ao vivo do grupo, os Weezer decidiram recusar-se à contratação de um produtor para Pinkerton.
A gravação reproduz um som mais pesado e abrasivo em comparação com o álbum de estreia da banda, Weezer - The Blue Album, com temas compostos a partir da desilusão de Cuomo com o estilo de vida rock. Pinkerton foi intitulado devido à personagem B.F. Pinkerton da ópera de Giacomo Puccini chamada Madame Butterfly, com o álbum a apresentar um conceito baseado na ópera. Tal como a ópera, a gravação contém muitas referências ao Japão e à cultura japonesa.
Pinkerton estreou-se no 19.º lugar na tabela Billboard 200 e falhou nas expectativas de vendas após o sucesso anterior, o álbum de estreia Weezer - The Blue Album, lançado em 1994. A gravação produziu três singles, dois dos quais foram lançados na tentativa de salvar o álbum comercialmente - "El Scorcho", "The Good Life" e "Pink Triangle". Apesar de receber avaliações negativas dos críticos na altura do lançamento, o álbum seguiu para a obtenção do estatuto de culto e da aclamação nos anos seguintes ao seu lançamento. A Deluxe Edition lançada em 2010 tem uma pontuação perfeita na avaliação agregada do website Metacritic. Foi o último álbum dos Weezer em que participou o baixista Matt Sharp.

## Base de criação

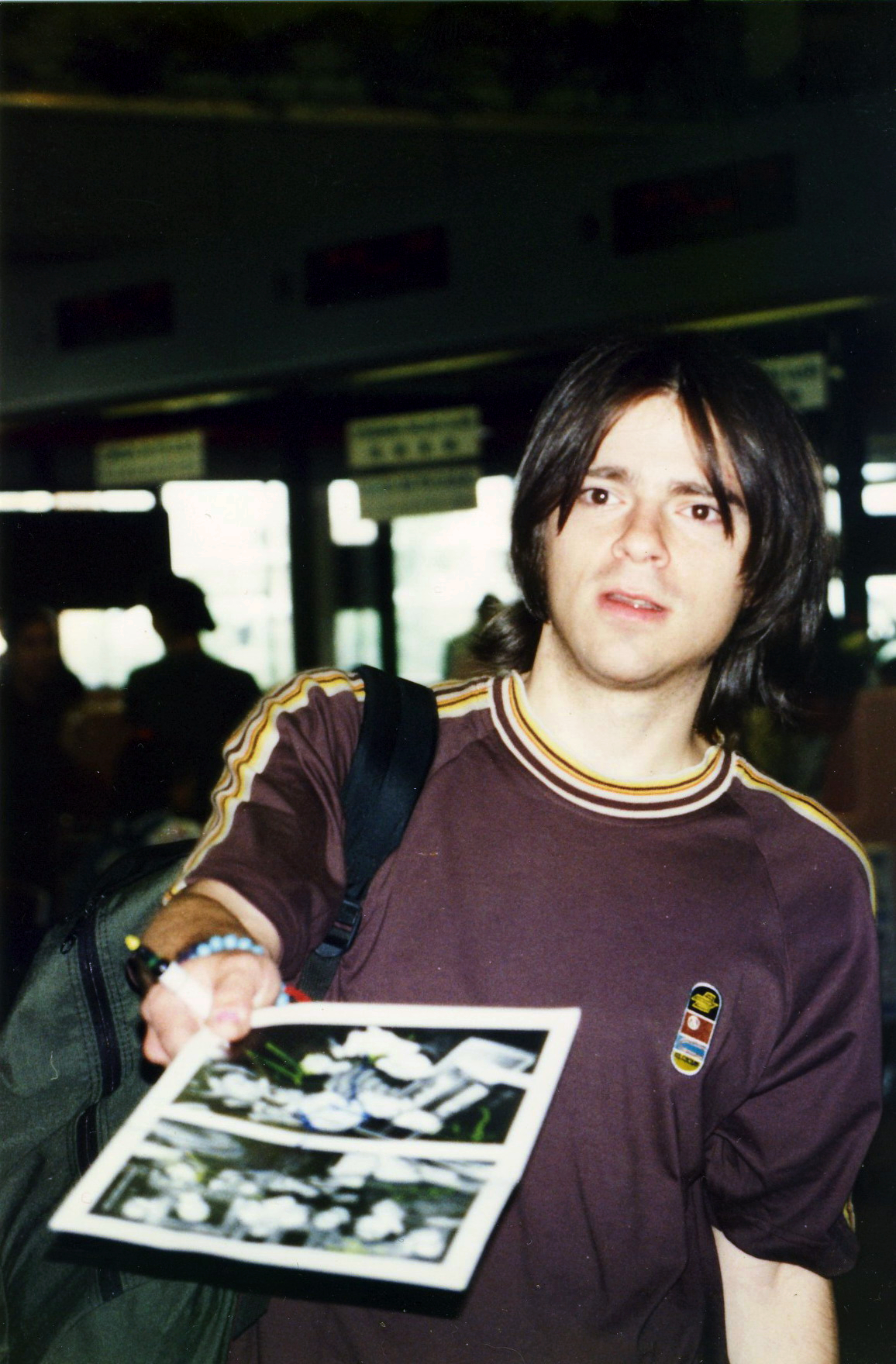
A luta do vocalista Rivers Cuomo contra o sucesso no rock and roll influenciou a composição de Pinkerton

Depois do sucesso multi-platinado do álbum de estreia homónimo dos Weezer, também conhecido por The Blue Album, a banda fez uma pausa das digressões para as férias de Natal no final de Dezembro de 1994. Rivers Cuomo viajou para o seu estado-natal do Connecticut e começou a preparar material para o álbum seguinte dos Weezer num gravador de 8 faixas.
O conceito original de Cuomo para o álbum era que este fosse uma ópera rock cujo tema seria o espaço, denominado Songs from the Black Hole. Este apresentaria músicas que seguissem uma história e um final "special coda" que revisitava de forma breve os maiores elementos musicais do álbum. A banda começou a desenvolver este conceito através de sessões de gravação intermitentes na Primavera e Verão de 1995. Durante este tempo, Cuomo, que nasceu com uma perna mais curta que a outra, sujeitou-se a uma cirurgia que tinha como objectivo aumentar a sua perna direita, seguida por sessões dolorosas de fisioterapia. Este facto afectou a composição musical, já que passou longos períodos hospitalizado, incapaz de andar sem o uso de uma canadiana, e sob a influência de analgésicos. No mesmo período, Cuomo candidatou-se à Universidade de Harvard com uma carta de candidatura que descrevia o quão desiludido estava com o estilo de vida rock, escrevendo,
| “ | Os fãs perguntam-me constantemente como é ser uma estrela rock. Eu posso dizer que eles sonhariam, como eu sonhei, quando era criança, que um dia dominariam o mundo com uma banda de rock. Eu disse-lhes o mesmo que diria a qualquer criança-futura-estrela (...) ficarás sozinho. Tu vais conhecer duzentas pessoas todas as noites, mas cada conversa dura geralmente uns aproximados trinta segundos, e consiste em tentar convencer que não, que tu não queres a sua roupa interior. Depois estarás sozinho de novo, no teu quarto de motel. Ou tu estarás no teu autocarro, no teu pequeno espaço, a tentar matar as nove horas que demora a chegar à próxima cidade, qualquer que seja esta. Esta é a vida de uma estrela rock. | ” |

Na Primavera de 1996, o conceito de álbum de Songs From the Black Hole foi abandonado. O álbum apresentaria por sua vez músicas músicas compostas enquanto Cuomo esteve em Harvard, escrevendo sobre a sua solidão e frustração, ou o que Cuomo refere como o seu "lado negro".

## Gravações
Depois da digressão Blue Album terminar em Agosto de 1995, os Weezer fizeram uma pausa de sete dias. Alguns dias antes de Cuomo sair para estudar na Universidade de Harvard, a banda juntou-se por duas semanas de gravações no Electric Lady Studios, o mesmo estúdio onde estes produziram o The Blue Album, e gravaram as músicas "Why Bother?", "Getchoo", "No Other One" e "Tired of Sex".
Enquanto Cuomo esteve em Harvard, os outros membros dos Weezer trabalharam em bandas paralelas. Matt Sharp promoveu o álbum de estreia da sua banda The Rentals, enquanto Patrick Wilson e Brian Bell produziram material para as suas bandas The Special Goodness e Space Twins, respectivamente. Os Weezer reagruparam-se em Janeiro de 1996 durante as férias de Inverno de Cuomo para uma sessão de gravações de duas semanas no Sound City Studios em Van Nuys, Califórnia, com o intuito de completar as músicas em que trabalharam no Agosto anterior. Depois de gravarem as novas músicas "El Scorcho" e "Pink Triangle", os membros da banda seguiram em diferentes rumos enquanto Cuomo voltou para Harvard.
Durante uma pausa de uma semana na Primavera de 1996, a banda reagrupou-se no Sound City Studios em Van Nuys, Califórnia, e gravou três novas músicas, "The Good Life", "Across the Sea" e "Falling for You", antes de Cuomo voltar a Cambridge para a época de exames da sua universidade. A banda deu os toques finais ao álbum no Verão de 1996 em Los Angeles. Duas faixas adicionais, "I Swear It's True" e "Getting Up and Leaving", foram abandonadas antes do processo do processo de mixagem.
Os Weezer decidiram não contratar um produtor, sentindo que "a melhor maneira para nós soarmos como nós próprios é gravando por nossa conta". A banda esperava explorar "material mais profundo, sombrio e experimental" que iria assemelhar-se mais ao som ao vivo da banda. Para dar ao álbum uma sensação ao vivo, "crua", Cuomo, Bell e o baixista Matt Sharp gravaram os seus vocais em torno de três microfones em vez de fazer o overdub destes separadamente.

## Escrita e composição
Muito de Pinkerton foi composto por Cuomo enquanto este estudava na Universidade de Harvard. Escrevendo sob um ponto de vista mais directo e pessoal, o álbum explora as relações disfuncionais de Cuomo, a sua frustração sexual e a procura de identidade. Com menos de trinta e cinco minutos, Pinkerton é, de acordo com Cuomo, "curto por dimensionamento". Pinkerton apresenta um som mais obscuro e abrasivo.
A primeira música do álbum, "Tired of Sex", composta antes do lançamento do The Blue Album, apresenta Cuomo a descrever os encontros sexuais insignificantes com groupies, recitando a sua lista de encontros e imaginando a razão pela qual o amor verdadeiro o ilude. O single principal "El Scorcho" aborda a timidez de Cuomo e a incapacidade de dizer "olá" a uma rapariga enquanto estava em Harvard. Este explicou que a música "é mais sobre mim, porque nessa altura eu nem sequer tinha falado com a rapariga, eu não sabia verdadeiramente muito sobre ela". O segundo single "The Good Life" relata o renascimento de Cuomo após a sua crise de identidade como um membro da Ivy League. Cuomo, que se sentiu isolado em Harvard, escreveu a música após,
| “ | (...) ter acabado frustrado com aquela vida de ermita que eu estava a ter, a vida ascética. E eu pensava que estava a começar a ficar frustrado com o meu sonho inteiro de me purificar e tentar viver como um monge ou um intelectual, ir para a faculdade e prometer-me a esta mulher perfeita, ideal. E então eu compus a música. E comecei a virar e voltar a outro caminho. | ” |

O último single do álbum, "Pink Triangle", descreve um homem que se apaixona e se quer casar, mas descobre que o objecto da sua devoção é uma lésbica. "Across the Sea" foi inspirado numa carta que Cuomo recebeu de uma fã japonesa.
| “ | Quando eu recebi a carta, eu apaixonei-me por ela. Era uma carta muito boa. Eu estava muito só nessa altura, mas ao mesmo tempo eu estava muito deprimido por nunca a poder conhecer. Mesmo que a visse, ela provavelmente seria alguma rapariga de catorze anos, que não falaria Inglês. | ” |

## Temas
Pinkerton foi denominado devido à personagem BF Pinkerton da ópera de 1904 de Puccini, Madama Butterfly, que casa com uma mulher japonesa chamada Butterfly. Chamando-lhe de "marinheiro americano imbecil similar a uma estrela de rock em digressão", Cuomo sentiu que a personagem era "o símbolo perfeito pela minha parte de que eu estava a querer chegar a algum lado com este álbum". Outros títulos considerados foram Playboy e Diving into the Wreck (depois de um poema de Adrienne Rich). Como Madama Butterfly, o álbum vê a cultura japonesa da perspectiva de um estranho que considera o Japão frágil e sensual. Os temas do álbum inspiram-se nas alusões japonesas de narração na primeira pessoa de desilusões românticas e frustração sexual. Cuomo sentiu que Pinkerton "era realmente o choque de Oriente vs. Ocidente. O meu lado hindu, zen, kyokushin, de espírito de sacrifício, de auto-abnegação, sem emoção, de lado frio, contra o meu lado heavy metal italo-americano". Este afirmou que "as dez músicas estão colocadas na ordem pela qual as escrevi (com duas pequenas excepções). Então, como um todo, o álbum parece que conta a história da minha luta com o meu Pinkerton interior".

### Obra artística

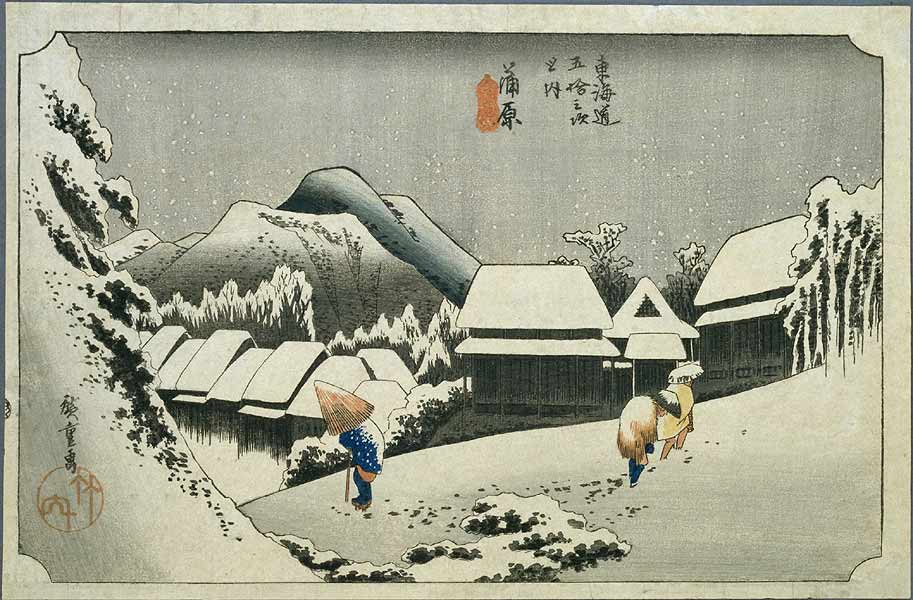
A obra de Pinkerton é de um desenho ukiyo-e de Hiroshige.

A obra artística na capa do álbum é Kambara yoru no yuki (em português: Noite de neve em Kambara), desenho número 16 do artista japonês de ukiyo-e Hiroshige na série popular As Cinquenta e Três Estações da Tōkaidō. Algumas passagens de Madama Butterfly estão impressas no CD de Pinkerton no seu italiano original - "Em todo o mundo, o Ianque itenerante leva o seu prazer e o seu lucro, indiferente a todos os riscos. Ele larga a âncora ao acaso..." Atrás da embalagem do CD está um mapa com o título "Isola della farfalla e penisola di cane" (italiano de Ilha da Borboleta e Península do Cão). No mapa está um navio denominado USS Pinkerton e a "Ilha Mykel e Carli", uma alusão às fundadoras do clube de fãs dos Weezer. Numa aparição em 2005 no The Howard Stern Show, Cuomo explicou que os nomes listados no mapa são aqueles que os influenciaram durante a composição do álbum, com Howard Stern a ser uma dessas influências. Outros nomes incluem Yngwie Malmsteen, Brian Wilson, Lou Barlow, Joe Matt, Camille Paglia e Ace Frehley.

## Lançamento
A Geffen e o representante A&R Todd Sullivan descreveram Pinkerton como uma "gravação muito corajosa", mas questionavam — "Que género de luz é que isto dá à banda? Pode ser interpretado que eles sejam uma banda pop descartável". A editora ficou satisfeita com a gravação e sentiu que "ninguém iria ficar desapontado".
Os Weezer recusaram um argumento para o vídeo do single principal, "El Scorcho", proposto por Spike Jonze, que tinha anteriormente ajudado a elevar o estatuto da banda com os seus vídeos para "Undone – The Sweater Song" e "Buddy Holly". Cuomo explicou — "Eu realmente não queria que as músicas passassem imaculadas por volta desta altura... Eu realmente queria comunicar os meus sentimentos directamente e porque eu já tinha tido muito cuidado a escrevê-los dessa maneira. Eu iria detestar que o vídeo não representasse a música, ou a exagerasse em certos aspectos". O vídeo final apresenta a banda a tocar numa sala de reuniões em Los Angeles, rodeada de dispositivos de luz que acendem de acordo com a música. Mark Romanek, o realizador do vídeo, demitiu-se após várias críticas de Cuomo, deixando que o mesmo editasse o vídeo ao seu gosto. O vídeo estreou-se no programa 120 Minutes da MTV e recebeu um tempo de antena moderado.
Um dia antes de Pinkerton ser lançado, a 24 de Setembro de 1996, foi aplicada uma ordem de restrição contra a banda e a Geffen pela firma de segurança Pinkerton, Inc., baseada em Encino, Califórnia. A companhia processou os Weezer e a Geffen por alegada violação de marca registada, acusando-os de tentarem capitalizar com a reputação da companhia. Sob os termos da ordem de restrição, na qual a Pinkerton Inc. procurava dois milhões de dólares em danos, os Weezer não poderiam "vender, distribuir ou publicitar um álbum com o nome Pinkerton". O porta-voz da Geffen, Dennis Dennehy, defendeu o título, argumentando que "para os Weezer, Pinkerton era uma personagem da ópera de Puccini Madama Butterfly... Não havia intenção de se referirem a qualquer tipo de entidade empresarial". Cuomo escreveu um documento com seis páginas a defender a sua escolha do título, explicando "porque eu o escolhi, como funciona para o álbum e como é essencial". O caso foi absolvido pelo tribunal depois do juiz determinar que "o castigo de não lançar o disco 'Pinkerton' seria maior para a Geffen do que qualquer castigo que a Pinkerton Inc. ou os seus accionistas pudessem incorrer pelo facto dos consumidores presumirem que a companhia tem alguma coisa a ver com o álbum".
Com a sensação aparente de que Pinkerton não estaria a ter as vendas esperadas, os Weezer sentiram a pressão de fazer outro vídeo musical mais ao gosto da MTV. O vídeo musical para "The Good Life", realizado por Jonathan Dayton e Valerie Faris, é protagonizado por Mary Lynn Rajskub como uma estafeta de pizzas e usa ângulos de câmara simultâneos que surgem na ecrã como uma imagem completa fracturada. A Geffen apressou-se a lançar o vídeo para tentar salvar um álbum comercialmente falhado, não tendo sucesso.
Em Outubro de 1996, a banda entrou em digressão no Extremo Oriente, com aparições em concertos na Austrália, Nova Zelândia e Japão. Depois a banda voltou a Los Angeles, onde Patrick Wilson e Matt Sharp fizeram uma aparição promocional no programa nacional de rádio Modern Rock Live numa tentativa de melhorar a posição do álbum nas tabelas americanas. Uns dias mais tarde, a 1 de Novembro, os Weezer iniciaram a sua digressão à América do Norte no Ventura Theatre em Ventura, Califórnia. A 6 de Novembro, os Weezer actuaram em acústico na Shorecrest High School em Seattle devido a um concurso ganho por um estudante. Algumas das músicas tocadas nesse espectáculo acústico foram lançadas em 1997 no EP The Good Life. A banda continuou em digressão até ao Natal de 1996.
Em Julho de 2009, Karl Koch, o gestor informático do website dos Weezer, revelou que estava a preparar uma versão deluxe de Pinkerton. A 20 de Novembro de 2010, o relançamento estreou-se no sexto lugar na tabela da Billboard Catalog Albums e re-entrou na Billboard 200 no número 73.

## Recepção
| Críticas profissionais | Críticas profissionais |
| Pontuações agregadas   | Pontuações agregadas   |
| Fonte                  | Avaliação              |
| ---------------------- | ---------------------- |
| Metacritic             | 100/100                |
| Avaliações da crítica  |                        |
| Fonte                  | Avaliação              |
| Allmusic               | [ 1 ]                  |
| Entertainment Weekly   | B                      |
| Los Angeles Times      | [ 49 ]                 |
| Melody Maker           | misto                  |
| NME                    | [ 51 ]                 |
| Pitchfork Media        | [ 52 ]                 |
| Q                      | [ 53 ]                 |
| Rolling Stone          | 1996                   |
| Rolling Stone          | 2004                   |
| Spin                   | [ 56 ]                 |

### Recepção Inicial
Pinkerton atingiu a posição 19 na tabela americana da Billboard, ficando aquém das vendas do seu antecessor multi-platinado, The Blue Album. Recebeu uma reacção mista por parte dos críticos na época. Jeff Gordinier da Entertainment Weekly criticou a escolha dos Weezer em auto-produzir o álbum e classificou-o como "uma colecção de hinos festivos e negativos para agorafóbicos". A escrever para a Rolling Stone, Rob O'Connor denominou a composição de "juvenil" e descreveu a música "Tired of Sex" de "sem sentido". Os leitores da Rolling Stone elegeram o álbum como o terceiro pior de 1996. A Melody Maker elogiou a música de Pinkerton, mas avisou o ouvinte "para ignorar as letras inteiramente". A NME também elogiou o álbum, escrevendo que "na altura em que o acústico afectuoso e lamentoso 'Butterfly' surge como os Big Star numa reunião da protecção da vida selvagem, Pinkerton começa a ser um álbum verdadeiramente comovente". A Pitchfork Media avaliou o álbum com 7.5 em 10, escrevendo que "Pinkerton pode de facto ser um pouco demais para os fãs que estavam persuadidos com a produção limpa e som imediatamente acessível do álbum de estreia destes tipos [Weezer], mas se dada uma hipótese, pode surpreender até alguma malta anti-Weezer".
Cuomo estava envergonhado com a recepção mista ao álbum e pela natureza confessional das suas músicas. A 13 de Agosto de 1997, este escreveu — "Este foi um ano duro. Não foi só apenas o facto de o mundo ter dito que o Pinkerton não valia uma m****, mas também que o Blue Album não valia. Foi um acaso. Foi o vídeo [de Buddy Holly]. Eu sou um compositor mer**so". Em 2001, Cuomo contou à Entertainment Weekly — "É um álbum hediondo... Foi um erro tão doloroso que aconteceu à frente de centenas de milhares de pessoas e continua a acontecer a uma escala cada vez maior e apenas não vai embora. É como ficar muito bêbedo numa festa e cuspires as tuas entranhas em frente de todos e sentires-te incrivelmente bem e catártico com aquilo, e depois acordas na manhã seguinte e dás conta da figura de idiota que fizeste de ti próprio". Em 2008, Cuomo reconsiderou o álbum, dizendo — "O Pinkerton é óptimo. É super-profundo, corajoso e autêntico. Ouvindo-o, eu posso dizer que estava a ser sincero quando compus e gravei muitas daquelas músicas".

### Retrospectiva
Apesar da sua recepção inicial mista, Pinkerton teve uma venda duradoura e nos últimos anos acumulou aclamação crítica, estatuto de culto através da passagem de palavra pela Internet e entretanto acabou por ser considerado o melhor trabalho dos Weezer, tanto pelos fãs como pelos críticos. Em 2002, os leitores da Rolling Stone elegeram-no como o 16.º melhor álbum de sempre. Em 2004, a Rolling Stone deu ao álbum uma nova revisão, premiando-no com cinco estrelas em cinco e adicionando-o ao "Rolling Stone Hall of Fame". A Drowned in Sound elogiou-o como "o derradeiro álbum de separação, o melhor álbum de amor não correspondido e a melhor colecção de emoções confusas capturadas no universo... DE SEMPRE!". A Guitar World classificou-o no número 76 da sua lista de "Top 100 de Álbuns de Guitarra de Todos os Tempos". O neozelandês The Movement colocou-o no lugar 12 na sua lista "Os 101 Melhores Álbuns dos Anos 90" e a Pure Pop do México classificou-o no número 21 na sua lista "Os 50 Melhores Álbuns dos Anos 90". O álbum recebeu pontuações perfeitas da Allmusic e da Tiny Mix Tapes, com a última a descrevê-lo como "um dos melhores álbuns do século XX". Em 2005, a Spin nomeou-o para o lugar 61 na sua lista dos 100 melhores álbuns de 1985 a 2005. Em 2003, a Pitchfork Media classificou-o no número 53 no sua lista "Top 100 dos Melhores Álbuns dos Anos 90", dando-lhe também uma pontuação perfeita. A reedição em Deluxe Edition possui uma pontuação perfeita no website de agregação de revisões Metacritic. Em Agosto de 2009, Pinkerton tinha vendido 852,000 cópias nos Estados Unidos, e foi certificado com ouro.
Pinkerton foi muito influente em vários artistas, incluindo os Manchester Orchestra, Yellowcard, Saves the Day, Taking Back Sunday, The Ataris, Thursday, The Used, The Brobecks, Dashboard Confessional, The Promise Ring, The Long Goodbye e Rye Coalition, que o citaram como uma influência.
Em 2010, Brian Bell contou ao The Aquarian Weekly,
| “ | O Pinkerton definitivamente que ganhou uma vida própria e tornou-se mais bem sucedido e aceite. Na altura, ele não era especialmente aclamado pela crítica. De facto, eu penso que foi uma das piores gravações do ano pela Rolling Stone nesse ano, e depois mais tarde foi saudado. Isso acaba por mostrar a inconstância do negócio e indústria da música. Como artista, tu apenas tens de fazer aquilo em que acreditas nessa altura, quer seja aceite ou não. Tu apenas tens de seguir com isso. | ” |

### Distinções
Pinkerton apresentou-se em muitas das listas "best of" de publicações musicais.
| Publicação        | País           | Distinção                                        | Ano  | Posição |
| ----------------- | -------------- | ------------------------------------------------ | ---- | ------- |
| Magnet            | Estados Unidos | Top 60 Álbuns 1993-2003                          | 2003 | 17      |
| Spin              | Estados Unidos | 100 Melhores Álbuns, 1985–2005                   | 2005 | 61      |
| Pitchfork Media   | Estados Unidos | Top 100 Álbuns dos Anos 90                       | 2003 | 53      |
| Guitar World      | Estados Unidos | Top 100 de Álbuns de Guitarra de Todos os Tempos | 2005 | 76      |
| Rolling Stone     | Estados Unidos | Os 100 Melhores Álbuns dos Anos 90               | 2010 | 48      |
| Alternative Press | Estados Unidos | Um dos 10 Álbuns Essenciais de 1996              | 2006 | *       |
| Pure Pop          | México         | Os 50 Melhores Álbuns dos Anos 90                | 2000 | 21      |
| Pure Pop          | México         | Os 20 Melhores Álbuns de 1996                    | 1997 | 2       |
| The Movement      | Nova Zelândia  | Os 101 Melhores Álbuns dos Anos 90               | 2004 | 12      |

(*) designa listas que não estão ordenadas.

## Lista de Faixas
| N.º            | Título            | Compositor(es) | Duração |  |
| 1.             | "Tired of Sex"    | Rivers Cuomo   | 3:01    |  |
| 2.             | "Getchoo"         | Rivers Cuomo   | 2:52    |  |
| 3.             | "No Other One"    | Rivers Cuomo   | 3:01    |  |
| 4.             | "Why Bother?"     | Rivers Cuomo   | 2:08    |  |
| 5.             | "Across the Sea"  | Rivers Cuomo   | 4:32    |  |
| 6.             | "The Good Life"   | Rivers Cuomo   | 4:17    |  |
| 7.             | "El Scorcho"      | Rivers Cuomo   | 4:03    |  |
| 8.             | "Pink Triangle"   | Rivers Cuomo   | 3:58    |  |
| 9.             | "Falling for You" | Rivers Cuomo   | 3:47    |  |
| 10.            | "Butterfly"       | Rivers Cuomo   | 2:53    |  |
| Duração total: | Duração total:    | Duração total: | 34:36   |  |

### Deluxe Edition
| Faixas Bónus Disco 1 |                                                                       |                |         |  |
| N.º                  | Título                                                                | Compositor(es) | Duração |  |
| 11.                  | "You Gave Your Love to Me Softly"                                     | Rivers Cuomo   | 1:57    |  |
| 12.                  | "Devotion"                                                            | Rivers Cuomo   | 3:11    |  |
| 13.                  | "The Good Live" (Rádio Remix)                                         | Rivers Cuomo   | 4:08    |  |
| 14.                  | "Waiting on You"                                                      | Rivers Cuomo   | 4:13    |  |
| 15.                  | "I Just Threw Out the Love of My Dreams"                              | Rivers Cuomo   | 2:39    |  |
| 16.                  | "The Good Life" (Acústico Ao Vivo)                                    | Rivers Cuomo   | 4:40    |  |
| 17.                  | "Pink Triangle" (Rádio Remix)                                         | Rivers Cuomo   | 4:02    |  |
| 18.                  | "I Swear It's True"                                                   | Rivers Cuomo   | 3:19    |  |
| 19.                  | "Pink Triangle" (Acústico Ao Vivo)                                    | Rivers Cuomo   | 4:18    |  |
| 20.                  | "Entrevista – 107.7 The End – Blue vs. Pinkerton" (Faixa não Listada) | Rivers Cuomo   | 1:32    |  |

| Faixas Bónus Disco 2 |                                                    |                |         |  |
| N.º                  | Título                                             | Compositor(es) | Duração |  |
| 1.                   | "You Won't Get With Me Tonight"                    | Rivers Cuomo   | 3:29    |  |
| 2.                   | "The Good Life" (Ao Vivo na Y100 Sonic Session)    | Rivers Cuomo   | 4:37    |  |
| 3.                   | "El Scorcho" (Ao Vivo na Y100 Sonic Session)       | Rivers Cuomo   | 4:07    |  |
| 4.                   | "Pink Triangle" (Ao Vivo na Y100 Sonic Session)    | Rivers Cuomo   | 4:10    |  |
| 5.                   | "Why Bother?" (Ao Vivo no Reading Festival 1996)   | Rivers Cuomo   | 2:18    |  |
| 6.                   | "El Scorcho" (Ao Vivo no Reading Festival 1996)    | Rivers Cuomo   | 4:09    |  |
| 7.                   | "Pink Triangle" (Ao Vivo no Reading Festival 1996) | Rivers Cuomo   | 4:52    |  |
| 8.                   | "The Good Life" (Ao Vivo no X96)                   | Rivers Cuomo   | 4:13    |  |
| 9.                   | "El Scorcho" (Acústico Ao Vivo)                    | Rivers Cuomo   | 4:26    |  |
| 10.                  | "Across teh Sea" (Piano Noodles)                   | Rivers Cuomo   | 0:38    |  |
| 11.                  | "Butterfly" (Tentativa Alternativa)                | Rivers Cuomo   | 2:48    |  |
| 12.                  | "Longtime Sunshine"                                | Rivers Cuomo   | 4:17    |  |
| 13.                  | "Getting Up and Leaving"                           | Rivers Cuomo   | 3:28    |  |
| 14.                  | "Tired of Sex" (Versão Recente)                    | Rivers Cuomo   | 2:58    |  |
| 15.                  | "Getchoo" (Versão Recente)                         | Rivers Cuomo   | 2:57    |  |
| 16.                  | "Tragic Girl"                                      | Rivers Cuomo   | 5:26    |  |

## Posições nas Tabelas e Certificações
| País - Tabela                       | Melhor posição | Ref    |
| ----------------------------------- | -------------- | ------ |
| Austrália - ARIA                    | 38             | [ 90 ] |
| Áustria - Ö3 Austria Top 40         | 41             | [ 91 ] |
| Canadá - RPM Canadian Albums Chart  | 15             | [ 92 ] |
| Estados Unidos - Billboard 200      | 19             | [ 57 ] |
| Finlândia - Suomen virallinen lista | 35             | [ 93 ] |
| Holanda - MegaCharts                | 94             | [ 90 ] |
| Noruega - VG-lista                  | 18             | [ 94 ] |
| Nova Zelândia - RIANZ               | 11             | [ 90 ] |
| Suécia - Sverigetopplistan          | 4              | [ 95 ] |

| País                  | Certificação |
| --------------------- | ------------ |
| Canadá - Music Canada | Ouro         |
| Estados Unidos - RIAA | Ouro         |
| Reino Unido - BPI     | Prata        |

### Singles
| 1996 | "El Scorcho"    | 19 | 10 | 18 |
| 1996 | "The Good Life" | 32 | –  | –  |
| 1997 | "Pink Triangle" | –  | –  | –  |

## Pessoal

### Weezer
- Rivers Cuomo — vocalista, guitarra principal
- Patrick Wilson — bateria, percussão
- Brian Bell — guitarra rítmica, vocalista de apoio
- Matt Sharp — baixo, vocalista de apoio
- Karl Koch — percussão

### Produção
- Joe Barresi — engenharia
- Billy Bowers — engenharia
- Jim Champagne — engenharia
- David Dominguez — engenharia
- Greg Fidelman — engenharia
- Dave Fridmann — engenharia
- Hiroshige — arte da capa
- Rob Jacobs — engenharia
- Spike Jonze — fotografia
- Adam Kasper — engenharia
- Karl Koch — webmaster
- George Marino — coordenação
- Dan McLaughlin — engenharia
- Clif Norrel — engenharia
- Jack Joseph Puig — engenharia, mistura
- Jim Rondinelli — engenharia
- Janet Wolsborn — assistente de arte